# Société nationale de Commercialisation des Produits pétroliers
La Société nationale de Commercialisation des Produits pétroliers (SONACOP) est un fournisseur de produits pétroliers et gaziers au Bénin. Le1er juillet 1994, la SONACOP est définie comme société par actions. Le 9 juin 2021, le gouvernement béninois retire la gestion des stations au Bénin à la société et confie ses stations aux sociétés privées ORYX ORYX BENIN et BENIN ENERGIE,.

## Histoire
La société est créée le 4 décembre 1974 en tant qu'entreprise publique après la nationalisation et la fusion des filiales béninoises de BP, Total SA, Agip, Texaco, Shell, Mobil et DEPP.
Le Bénin, se retournant au libéralisme et à la suite des recommandations des Institutions de Bretton Woods (dont la Banque Mondiale et le Fonds Monétaire International), privatise toutes les sociétés d'Etat ouvre son capital social aux privés. La SONACOP perd son monopole par décret le 3 mai 1995. Des compagnies pétrolières privées sont autorisées à exercer les mêmes activités qu'elle en 1996.

## Missions
La SONACOP assure la commercialisation et la distribution des produits pétroliers sur tout le territoire béninois. Elle s'occupe, en outre, de l'avitaillement des usines, des entreprises, des chantiers routiers et de la réexportation de ses produits vers les pays de l'hinterland comme le Niger, le Burkina -Faso et le Mali.

## Organisation et Fonctionnement
Elle dispose d'un conseil d'administration et d'une direction générale qui couvre sept directions techniques: 
- la direction des approvisionements;
- la direction des dépôts;
- la direction des opérations;
- la direction commerciale;
- la direction financière;
- la direction des resources humaines;
- la direction régionale du Nord.

## Activités
La SONACOP se charge de l'approvisionnement, le stockage, la distribution et la vente des produits pétroliers à savoir:  essence, gasoil, pétrole lampant, le bitume, le fuel-oil, les lubrifiants et le gaz domestique.